# Robert Latta
Robert Latta (* 15. Juni 1865 in Edinburgh; † 18. Februar 1932 in Tonbridge) war ein schottischer Philosoph und Hochschullehrer.

## Leben
Latta wurde in Edinburgh geboren, wuchs dort auf und besuchte von 1875 bis 1881 die Royal High School. Sein Studium absolvierte er an der University of Edinburgh, unter Alexander Campbell Fraser. 1886 schloss er mit höchsten Auszeichnungen als M. A. ab. Er blieb an der Universität und übernahm ab 1892 eine Stelle als Assistent und Dozent für Logik und Metaphysik an der University of St Andrews. Er blieb dort für sechs Jahre. 1897 promovierte er in Edinburgh mit einer Arbeit über Gottfried Wilhelm von Leibniz. Er wechselte in gleicher Funktion an das University College in Dundee, das im Jahr zuvor zu einem Bestandteil der University of St Andrews geworden war. Nach zwei Jahren auf dem Lehrstuhl wurde er 1900 zum Regius Professor of Moral Philosophy berufen, der nach dem Weggang von William Ritchie Sorley zur Knightsbridge-Professur an der University of Cambridge verwaist war.
Auch Latta hielt es nur zwei Jahre auf dem Lehrstuhl, möglicherweise, weil ihm Moralphilosophie unvertraut war. So wechselte Latta an die University of Glasgow, wo er den 1727 gegründeten Lehrstuhl für Logik und Metaphysik übernahm, der nach dem Tod von Robert Adamson verwaist war. Der Inhaber dieses Lehrstuhls musste damals auch Psychologie unterrichten, was Latta mit Eifer aufnahm. 1925 zwang ihn seine schlechter werdende Gesundheit zum Rückzug in den Ruhestand.

## Lehre und Forschung
Latta war durch und durch schottischer Philosoph, der in der Tradition des Landes ausgebildet und den Paradigmen folgte. Er entwickelte keine grundsätzlichen Neuerungen und glänzte auch nicht durch rhetorische Meisterleistungen wie einige seiner schottischen Kollegen. In Edinburgh studierte er unter James Seth und Andrew Seth Pringle-Pattison. In St Andrews assistierte er Henry Jones, den er später in Glasgow als Kollegen begrüßen würde. Trotzdem leistete er wesentliche Arbeiten für das Fach. Lattas Übersetzung der Monadologie und einiger anderer Schlüsselarbeiten von Leibniz philosophischen Arbeiten galten einige Zeit als das Standardwerk im englischsprachigen Raum. Nicholas Rescher, dessen Übersetzung von 1991 Lattas Arbeit als Standardwerk ablöste, erklärte, dass Lattas Anmerkungen zu Leibniz Arbeit auch weiterhin sehr hilfreich waren. Er schrieb eine Zusammenfassung der Arbeiten von David George Ritchie, dem er mehrere Jahre in St Andrews assistierte. Gemeinsam mit Alexander MacBeath verfasste er ein wichtiges Lehrbuch zur Logik. Seine Vorlesungen waren hervorragend organisiert und galten für die Klarheit ihrer Präsentation konkurrierender Theorien als mustergültiges Lehrbeispiel.

## Ehrungen
1926 wurde Latta mit einer Ehrendoktorwürde (LL.D.) der University of Glasgow geehrt.

## Bibliographie
- 1898: Monadology and Other Philosophical Writings; Kommentierte Übersetzung des Werks von Gottfried Wilhelm von Leibniz ins Englische
- 1899: On the Relationship between the Philosophy of Spinoza and that of Leibniz, Mind Vol. 8, pp. 333–356
- 1902: The Old Mysticism and the New Pluralism: An Inaugural Address Delivered in the University of Glasgow on October 16th, 190
- 1905: D. G. Ritchie: Philosophical Studies; Herausgeber der zusammenfassung von Ritchies Arbeiten mit einem Memoir über Ritchie
- 1929: The elements of logic (mit Alexander MacBeath)